# ذبابة الأزهار مغرية الأرجل
ذبابة الأزهار مغرية الأرجل (الاسم العلمي: Anthomyia ochripes) هي نوع من الحشرات تتبع جنس ذبابة الأزهار من فصيلة ذباب الأزهار.